# Metazolamide
La metazolamide è un agente diuretico, appartenente alla classe delle sulfonamidi o sulfamidici, che agisce attraverso l'inibizione dell'enzima anidrasi carbonica. Il farmaco viene utilizzato nel trattamento del glaucoma poiché riduce in modo marcato la pressione intraoculare.

## Farmacodinamica
La metazolamide è un inibitore reversibile dell'enzima anidrasi carbonica. La molecola riduce la formazione di H+ e ioni bicarbonato a partire dall'anidride carbonica ed acqua, in tal modo riduce la disponibilità di questi ioni per il trasporto attivo nelle secrezioni. A livello oculare diminuisce la secrezione di umore acqueo. A livello renale metazolamide aumenta l'escrezione urinaria di bicarbonato di sodio e di potassio a causa di una diminuzione di ioni idrogeno nel tubulo renale.

## Farmacocinetica
Dopo somministrazione per via orale il farmaco è ben assorbito dal tratto gastrointestinale. La concentrazione plasmatica massima (Cmax) viene raggiunta entro 1-2 ore. La diminuzione della pressione intraoculare si verifica entro 2-4 ore e raggiunge l'acme entro 6-8 ore. Il legame con le proteine plasmatiche è pari al 55%. Circa il 20-30% di una dose viene escreta nelle urine sotto forma di metaboliti attivi. L'emivita è pari a circa 14 ore.

## Usi clinici
Metazolamide viene utilizzata in oftalmologia nel trattamento di diversi tipi di glaucoma, glaucoma primario ad angolo aperto, ed episodi acuti di glaucoma cronico ad angolo chiuso.

## Effetti collaterali ed indesiderati
In corso di terapia con metazolamide è possibile osservare riduzione dell'appetito, malessere generale, affaticamento, nausea, vomito, diarrea, sonnolenza, confusione mentale, alterazioni del gusto, alterazioni della visione, disturbi dell'udito, tinnito. In rari casi si possono verificare discrasie ematiche quali agranulocitosi, neutropenia ed anemia aplastica. Raro è pure il verificarsi di una sindrome di Stevens-Johnson.

## Controindicazioni
Il farmaco è controindicato nei soggetti con ipersensibilità nota al principio attivo oppure ad uno qualsiasi degli eccipienti. Inoltre il farmaco non deve essere somministrato a soggetti con insufficienza epatica severa,  marcata compromissione della funzionalità renale, insufficienza adrenocorticale, bassi livelli sierici di sodio e potassio.

## Dosi terapeutiche
Nel glaucoma ad angolo aperto o nel glaucoma ad angolo chiuso si somministrano per via orale 50–100 mg, 2 o 3 volte al giorno. Il dosaggio deve essere adeguato alla risposta individuale del paziente.